# Дача Шишмарёва
Дача Шишмарёва (Колюбакина) — деревянная усадьба в Приморском районе города Санкт-Петербурга. Здание располагается по адресу Приморский пр., 87, на набережной Большой Невки, вблизи станции метро Старая Деревня. Дачное сооружение вместе с прилегающей зелёной зоной охраняется как федеральный памятник архитектуры.
Здание усадьбы является одним из немногих сохранившихся памятников деревянного зодчества периода классицизма. Центр главного фасада здания украшен четырёхколонным коринфским портиком, охватывающим мезонин. Перед ним расположен небольшой пейзажный сад.

## История

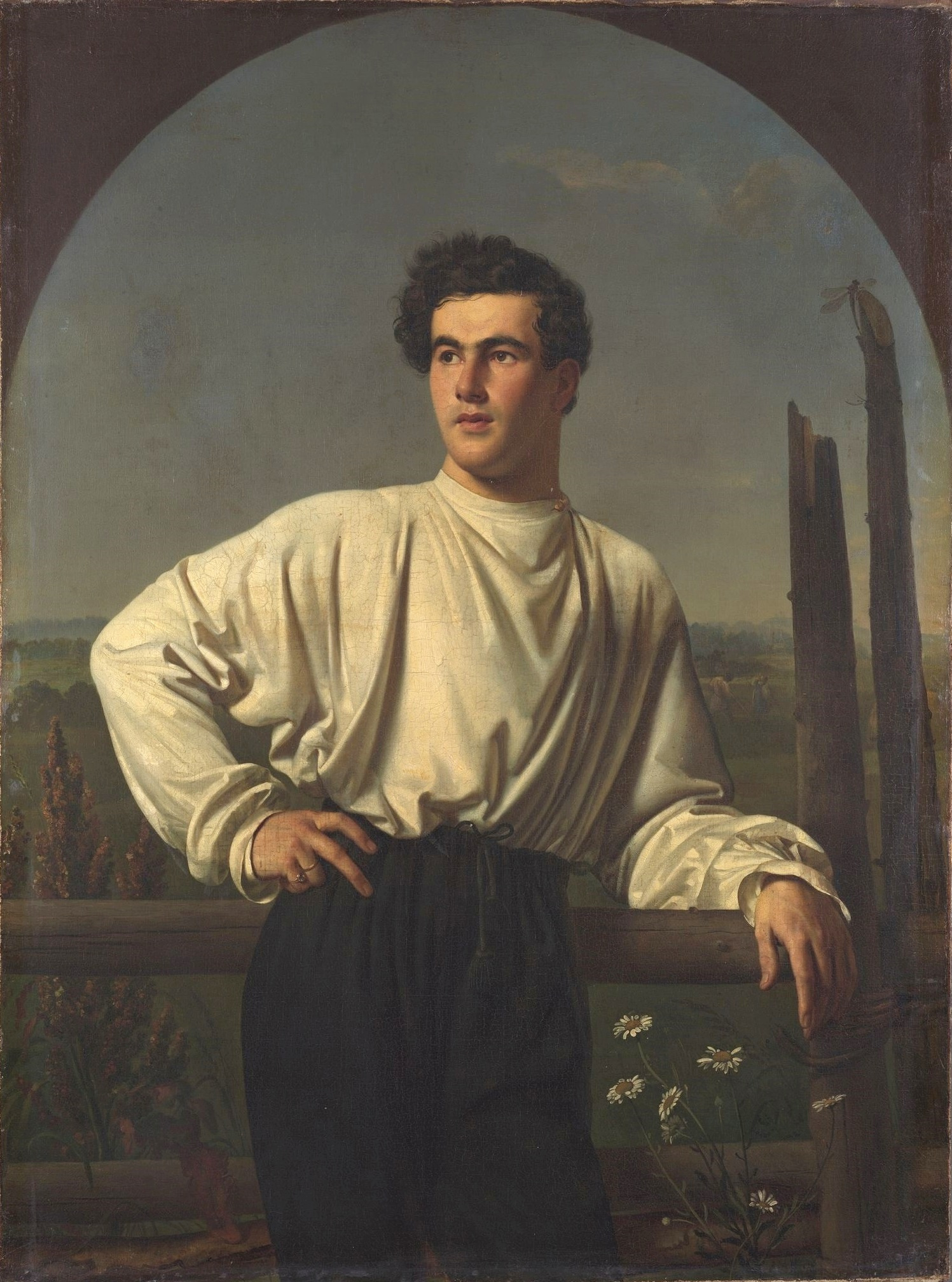
Портрет А. Ф. Шишмарёва, О. Кипренский, 1826, Третьяковская галерея

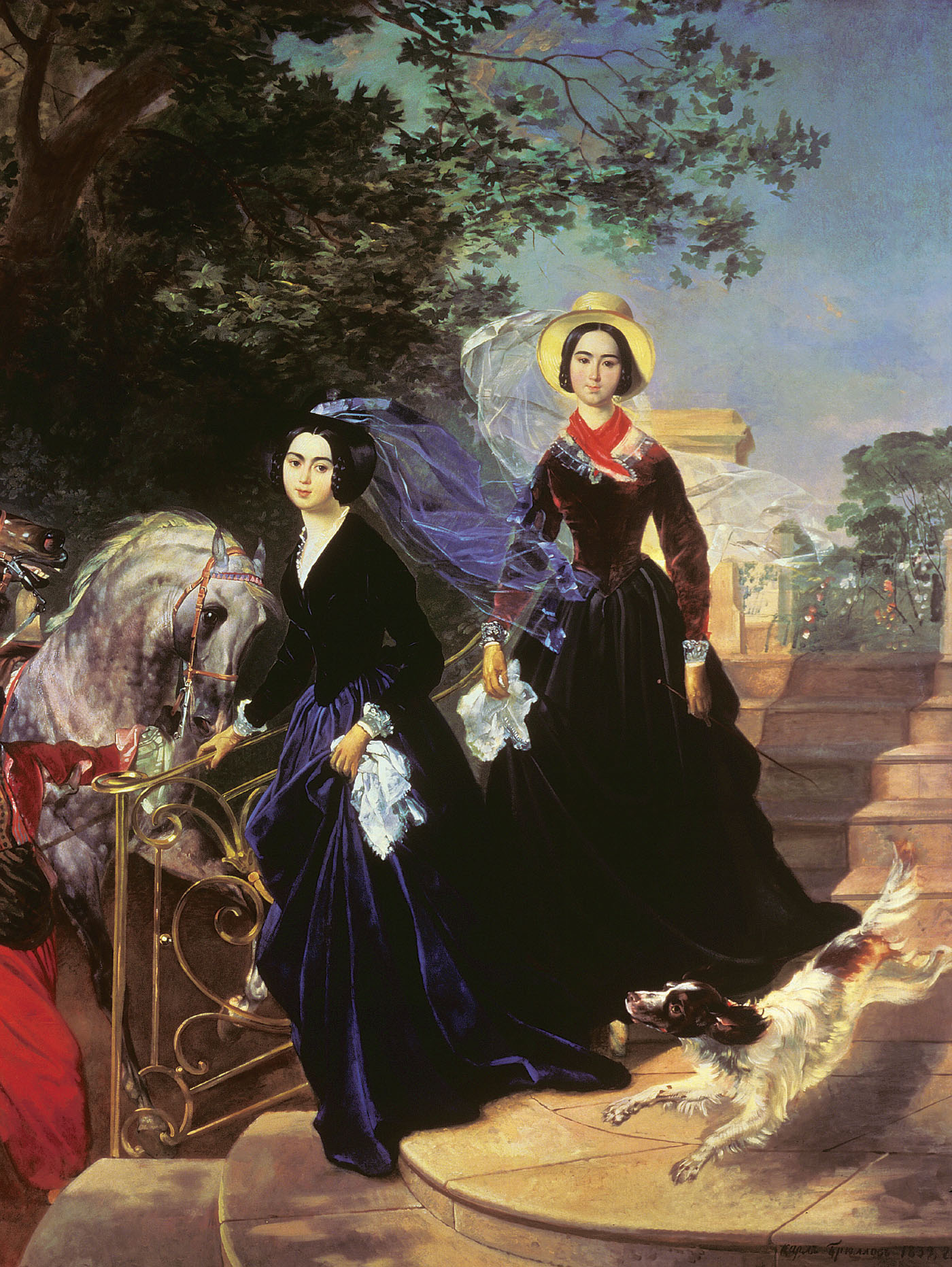
Портрет сестер Шишмарёвых, Карл Брюллов, 1839

Дача была построена в 1824—1825 гг. по проекту архитектора А. И. Мельникова. Она принадлежала отставному штабс-капитану А. Ф. Шишмарёву, представителю дворянского рода Шишмарёвых. От имени этого крупного домовладельца происходит название Шишмарёвского переулка, пролегающего между Приморским проспектом и Школьной улицей. На даче у увлекавшегося театром А. Ф. Шишмарёва постоянно собирались представители образованной интеллигенции: художники, актеры и музыканты.
Часто усадьбу посещали балерина Екатерина Телешева, художники Орест Кипренский (для него Шишмарёв построил специальную летнюю мастерскую, где тот одно время работал) и Карл Брюллов. На территории дачи К. Брюллов написал известную работу «Сестры Шишмарёвы», которая сейчас находится в Государственном Русском музее. На ней изображены дочери хозяина дома — Александра и Ольга. Также здесь был создан портрет самого Шишмарёва кисти О. Кипренского, который сейчас находится в Государственной Третьяковской галерее.
Во время Великой Отечественной войны в период с 1941 по 1944 гг. дача была повреждена. Её отреставрировали в 1959—1962 гг. Во внутренней отделке здания сохранились фрагменты первоначального декора.
В 2012 году началась новая реставрация здания. Реставрировали кровлю и фасад, в частности, декор под карнизом и капители.

## Современность
По состоянию на 2017 год в здании дачи Шишмарёва располагается «Санкт-Петербургская детская художественная школа № 17». В 1986 году деревянная усадьба была передана в Комитет по культуре. Открытие детской художественной школы состоялось по решению городской администрации.
Постановлением Правительства РФ от 10 июля 2001 г. здание дачи Шишмарёва, а также прилегающий сад и ограда были включены в «Перечень объектов исторического и культурного наследия федерального (общероссийского) значения, находящихся в г. Санкт-Петербурге».